# Cheikh Ndiaye (réalisateur)
Pour les articles homonymes, voir N'Diaye.
Cheikh Ndiaye est un cinéaste sénégalais.

## Biographie
Cheikh Ndiaye est né le 13 septembre 1962 à Dakar. Il est un réalisateur et acteur de cinéma sénégalais.
Cheikh Ndiaye a étudié le cinéma au Conservatoire libre du cinéma français (CLCF) à Paris. Son dernier film L'Appel des arènes est une coproduction sénégalo-burkinabè-marocano-française sur la scène catch à Dakar. Il a été projeté au Young Film Forum du Festival international du film de Berlin en 2006 .

## Filmographie
- 1993 : Toumouranke
- 1996 : Mousso
- 1999 : Dipri la puissance du séké
- 2002 : Myaé
- 2005 : L'Appel des arènes
- 2010 : Biutiful d'Alejandro González Iñárritu